# Байково (Новгородская область)
Байково — деревня в Старорусском муниципальном районе Новгородской области, с весны 2010 года относится к Великосельскому сельскому поселению.
Деревня находится на Приильменской низменности на высоте 52 м над уровнем моря. Деревня расположена на левом берегу реки Холынья в пяти километрах к юго-востоку от деревни Астрилово.

## Население
| 2010 | 2011 | 2012 | 2013 |
| ---- | ---- | ---- | ---- |
| 0    | →0   | →0   | →0   |

## История
Упоминается в писцовых книгах Шелонской пятины с 1498 года. До весны 2010 года входила в ныне упразднённое Астриловское сельское поселение.